# The Rum Diary
The Rum Diary gilt als der erste Roman von Hunter S. Thompson. Das Buch galt lange als verschollen und wurde aus diesem Grund erst Ende des 20. Jahrhunderts publik. Die Übersetzung ins Deutsche übernahm Wolfgang Farkas. Der Heyne-Verlag veröffentlichte die deutsche Übersetzung im Jahre 2004.

## Inhalt
Protagonist des Romans ist der 32-Jährige Journalist Paul Kemp (ähnlich wie Raoul Duke in Fear and Loathing in Las Vegas ein Alter Ego von Thompson), der sich mit Jobs, die nie länger als ein paar Monate dauern, durch die Welt schlägt. In „Rum Diary“ kommt er im Jahr 1959 nach San Juan, Puerto Rico, wo er ein gutbezahltes Angebot der englischsprachigen Tageszeitung The Daily News annimmt.
Die Handlung beginnt damit, dass sich Paul Kemp in der Nacht vor seiner Abreise nach Puerto Rico mit einigen Freunden in New York betrinkt. Während des Fluges fällt ihm eine junge und hübsche Blondine auf, deren Namen ihm aber zunächst unbekannt bleibt. Auch kommt es zu einer Reihe von Auseinandersetzungen mit einem älteren Herren, wodurch Kemp die Aufmerksamkeit der meisten Passagiere und der Crew auf sich zieht.
In Puerto Rico angekommen begibt sich Kemp gleich in ein Hotel um seinen Rausch auszuschlafen und fährt erst am nächsten Tag mit dem Taxi in die Altstadt von San Juan, um die neue Umgebung zu erkunden und sich in der Redaktion der Daily News vorzustellen. Zu seiner Verwunderung findet er vor der Redaktion einen wütenden Mob vor, welcher von einem der Journalisten nur mit Mühe abgewehrt werden kann. In der Redaktion lernt er den Chef der Zeitung Lottermann, den fatalistischen Fotoreporter Bob Sala und den als verrückt geltenden Addison Yeamon kennen. Trotz der Abneigung, die Sala für Yeamon empfindet, freundet sich Kemp im Laufe der Handlung mit beiden an.
Bei Bier und Rum in Al’s Backyard, der Stammkneipe der Journalisten der News, erfährt Kemp dann, dass die attraktive Blondine, die er bereits am Flughafen erspähte, mit Yeamon liiert ist und lediglich Chenault genannt wird.
Nach einem Arbeitstag im Archiv begleitet Kemp Sala bei seinem Auftrag, obwohl dies illegal ist, ein Casino der Stadt von innen zu fotografieren. Durch Zufall lernen beide vor einem der Casinos zwei Frauen kennen, mit denen sie anschließend zum Strand fahren. Doch während Kemp mit einer der beiden nackt schwimmen geht und anschließend mit ihr Sex hat, gerät Sala mit der anderen in Streit und geht deshalb erneut leer aus.
Ebenfalls lernt Kemp den Unternehmer Sanderson kennen, den er im Laufe der Handlung immer wieder in seiner Villa am Strand besucht. Auf der Terrasse dieser Villa trifft er auch auf Zimburger, welcher als Reservist eine große Begeisterung für die Marines hegt und plant sein Geld in einige Hotels zu investieren.
Da eine Woche nach seiner Ankunft Lotterman Kemp nahelegt, aus dem von der Zeitung bezahlten Hotelzimmer auszuziehen, beschließt Kemp vorübergehend in der heruntergekommenen Wohnung Salas zu wohnen. Allerdings plant er seinen Tagesablauf so, dass er sich nur zum Schlafen in die für ihn abstoßende Wohnung begeben muss. So hält sich Kemp meist außerhalb der Arbeitszeiten bei Al’s oder in der Villa Sandersons auf.
Indes gerät Yeamon mit Lotterman in Streit, da sein Artikel über die Emigration der Puerto-Ricaner aus Lottermans Sicht viel zu lang geraten ist und Yeamon sich weigert diesen zu kürzen. Aus Wut entlässt schließlich Lotterman Yeamon und beauftragt Kemp mit der Kürzung des Artikels. Da er aber in den ausführlichen Interviews mit den Auswanderern seine eigenen Gründe für das Verlassen seiner Heimatstadt wiedererkennt, weigert er sich ebenfalls, den Artikel zu kürzen, was eine heftige Auseinandersetzung mit Lotterman nach sich zieht.
Nach diesem Zwischenfall begeben sich Kemp, Sala und Yeamon in ein Restaurant, in welchem Yeamon einen Streit mit einem Kellner anzettelt, der schließlich in einer Schlägerei endet, in deren Verlauf alle drei von der Polizei verprügelt und verhaftet werden. Allerdings kommen sie später auf Kaution, welche auf Kosten Lottermans gestellt wird, wieder frei.
Als Sanderson Kemp einige Aufträge für die Times und einen sehr gut bezahlten Werbeauftrag für die Hotelpläne Zimburgers vermittelt, kann es sich Kemp endlich leisten, in ein eigenes Apartment zu ziehen und sich einen Wagen zu kaufen, was nach der Verhaftung erstmals seine Stimmung hebt.
Um das Gelände, über welches er schreiben soll, näher kennenzulernen, reist Kemp mit Zimburger nach Vieques. Von der Schönheit des betreffenden Strandes überwältigt, bedauert Kemp schließlich seine Beteiligung an der touristischen Erschließung desselbigen, was ihn dennoch nicht davon abhält, seinen Auftrag zu erfüllen.
Von Vieques aus reist Kemp direkt weiter nach Saint Thomas, wo er auf dem dortigen Karneval Yeamon und Chenault trifft. Mit beiden besucht er verschiedene Partys und nimmt sogar an der Plünderung eines Spirituosenladens teil, bis sich schließlich Chenault bei einer privaten Party in Ekstase tanzt und entführt wird. Als Yeamon und Kemp dagegen protestieren wollen, werden sie mit Gewalt gezwungen, die Party zu verlassen. Obwohl sie die Polizei einschalten, gelingt es den beiden nicht, Chenault wiederzufinden, weshalb sie beschließen, ohne sie nach San Juan zurückzufliegen.
Wieder in seiner Wohnung, wird Kemp von Chenault überrascht, die plötzlich vor seiner Tür steht. Da sie in sehr schlechter Verfassung zu sein scheint, beschließt Kemp, zunächst abzuwarten, bis sie sich in seiner Wohnung erholt hat, bevor er Yeamon informiert. Da sich beide aber sehr stark zueinander hingezogen fühlen, entwickeln sie innerhalb kürzester Zeit eine Beziehung. Als Kemp dann allerdings doch zu Yeamons temporärer Unterkunft fährt, um ihn zu informieren, ahnt dieser schon, was vorgefallen ist und erklärt, dass er nicht mehr an ihr interessiert sei. Zeitgleich nehmen die Gerüchte zu, dass die Daily News bankrottgehen, weshalb Lotterman Kemp in sein Büro ruft und ihm erklärt, dass sein neuer Partner verlangt, dass die Zeitung innerhalb kürzester Zeit wieder Gewinn erwirtschaften soll, da sie ansonsten geschlossen wird. Weil er Kemp für den einzigen zuverlässigen Mitarbeiter der Zeitung hält, bittet er ihn, die anderen Journalisten zu ermutigen und zur Arbeit anzuspornen, da er deren Kündigung befürchtet. Doch Kemp erwidert, dass er selbst bald kündigen werde, woraufhin Lotterman einen Wutanfall bekommt und ihn kurzerhand entlässt.
Als Kemp am nächsten Tag sein Apartment betritt, ist Chenault verschwunden und er findet nur noch einen Brief, in dem sie sich von ihm verabschiedet und erklärt, dass sie nach New York zurückgeflogen ist, wo sie ihn gerne wieder treffen würde.
Am darauffolgenden Montag erfährt Kemp, dass die Zeitung geschlossen wurde, was viele Mitarbeiter in Aufregung versetzt, da Lotterman vielen noch ihr Gehalt schuldet. Aus diesem Grund planen einige von ihnen die Ermordung Lottermans während einer abendlichen Gartenparty. Allerdings entwickelt sich der improvisierte Mordanschlag, an dem sich Kemp allerdings nicht beteiligt, zu einer wilden Schlägerei, in deren Verlauf Lotterman auf Grund eines Herzinfarkts verstirbt. Da Yeamon und Kemp sich allerdings gezwungen sehen, zu fliehen, erfahren sie erst später vom Tod Lottermans. Nachdem Kemp Yeamon bei der Flucht vor den Behörden geholfen hat, beschließt er die Insel zu verlassen und bucht seinen Rückflug.

## Erzählperspektive
Die gesamte Handlung wird von Paul Kemp als Ich-Erzähler wiedergegeben, womit es sich um eine personale Erzählsituation handelt. Kemp fungiert hierbei als Thompsons Alter Ego.

## Hintergrund
Im Jahre 1960 reiste Thompson nach San Juan, um dort für die Sportzeitung El Sportivo zu arbeiten. Da aber kurze Zeit später die Zeitung schließen musste, schrieb er in der Folge für verschiedene Zeitungen, unter anderem für die lokale englischsprachige Tageszeitung San Juan Star und den New York  Herald Tribune, aber auch für das Informationsministerium der Regierung. Des Weiteren verfasste er einige Werbebroschüren für diverse Unternehmen.
Die Erlebnisse und Eindrücke seines Inselaufenthaltes verarbeitete Thompson ein Jahr später in seinem Roman The Rum Diary, wobei er die Handlung 1958 und somit zwei Jahre vor seinem eigenen Aufenthalt ansiedelte. Im Gegensatz zu seinen späteren Werken bediente sich Thompson in diesem Roman vieler fiktionaler Elemente, so dass das Buch im Gegensatz zu dem mit Tonbandaufzeichnungen größtenteils belegten Angst und Schrecken in Las Vegas nicht als Erlebnisbericht angesehen werden kann. Es ist aber davon auszugehen, dass viele Personen und Ereignisse ihre realen Vorbilder haben.
Da Thompson für sein Buch keinen Verleger finden konnte, blieb es zunächst unveröffentlicht und galt jahrzehntelang als verschollen. Erst im Jahre 1998 konnte es mit Unterstützung Johnny Depps, den eine enge Freundschaft mit Thompson verband, veröffentlicht werden. Im Jahre 2011 kam die gleichnamige Verfilmung des Romans mit Johnny Depp in der Hauptrolle in die US-amerikanischen Kinos.

## Inszenierung
Saarländisches Staatstheater Saarbrücken / Sparte 4, Welturaufführung: 27. Mai 2009, Inszenierung: Philippe Roth